# Samian Research
Die Samian Research Database ist eine seit 2016 öffentliche Funddatenbank des Römisch-Germanischen Zentralmuseums in Mainz und der Universitäten von Reading and Leeds. Die Datenbank ist in Englisch und Französisch verfügbar.

## Ziel
Die Samian Research Datenbank ist eine für die Archäologie und Funddatierung wichtige Forschungs- und Quellendatenbank zu gestempelter oder/und reliefverzierter Terra Sigillata. Umfangreiche Abfragen erlauben eine Suche und Verknüpfung mit Namen des Töpfers, der Töpferei, Verzierungen, Transportwegen und anderen Fachbegriffen um eine Analyse der räumlichen und zeitlichen Verteilung von Terra Sigillata zu ermöglichen.

## Geschichte
Die Samian Research Plattform entstand aus der Idee, das Standardwerk Names on Terra Sigillata mit den Arbeiten über gallo-römische Terra Sigillata von Brian Hartley und Brenda M. Dickinson zu digitalisieren und in eine relationale Datenbank zu überführen. Das Ziel der Datenbank war es zuerst die etwa 200.000 Einträge des neunbändigen Werkes von Hartley und Dickinson digital erfassbar, veränderte Interpretationen einzuarbeiten und die Daten statistisch auswertbar zu machen. Seit 2014 durch neue Funde und entsprechende Einträge ständig erweitert, sind derzeit knapp eine Viertelmillion Einträge verfügbar.
Die Datenbank benutzt den im englischen Sprachraum verwendete Begriff Samian Ware der aus der Erwähnung von vasa Samia bei Plinius dem Älteren stammt, von der jedoch nicht ganz sicher ist, ob es sich auf Terra Sigillata bezieht.
Ende 2020 wurde die Samian Research Datenbank in Linked Data migriert. Die daraus resultierenden Linked Open Samian Ware bieten zurzeit (Stand: 4. Dezember 2020) 7.869.468 triples und 306.615 Instanzen (Inscription Carrier, Actors, Places...) an, welche einer DPPL Lizenz unterliegen. Die zugrundeliegende Ontologie ist auf GitHub mittels GitHub Pages publiziert.

## Inhalt und Nutzung

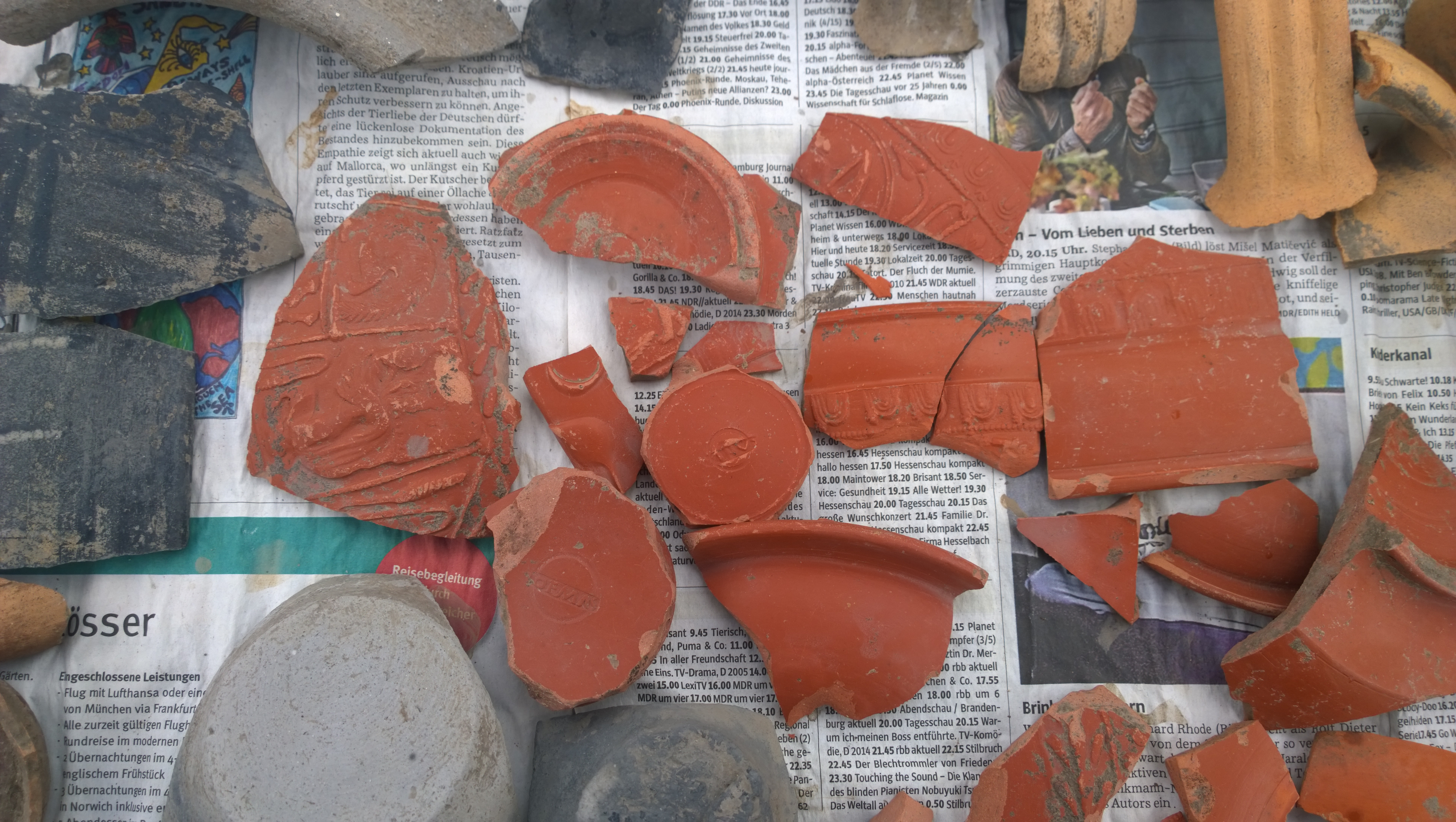
2015 zum Tag des Denkmals präsentierte Grabungsfunde am Kastell Gernsheim, mit der Datenbank bestimm- und zuordenbar. Stempel linke Bildhälfte „OFMAS“ (OFficina des MASculus)

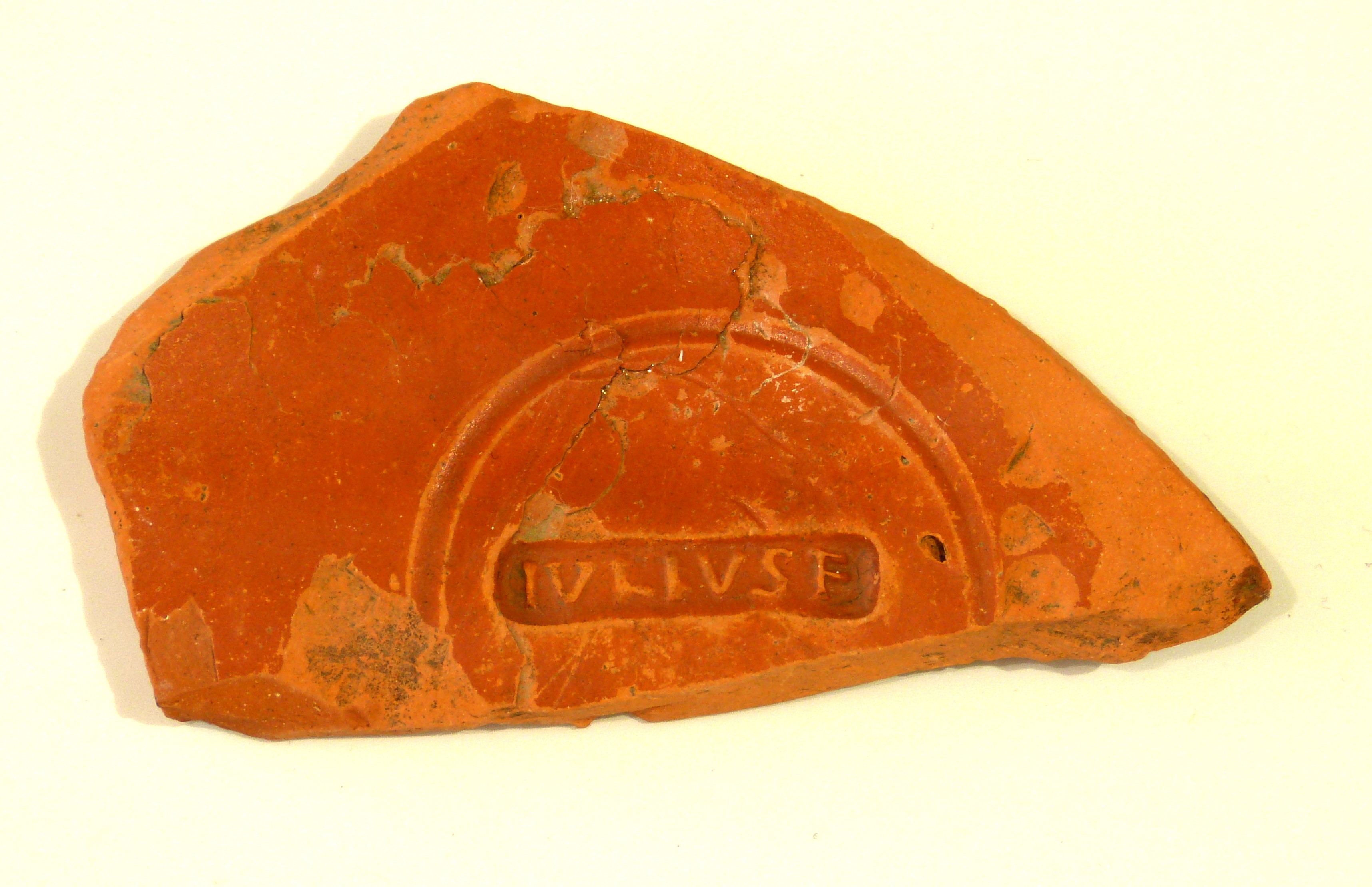
Beispiel eines TS Stempels mit der Inschrift „IULIUSF“ aus dem Limeseum Ruffenhofen

Seit 2016 frei zugänglich können die meisten Einstellungen in den Suchfunktionen genutzt werden. Bearbeitungen und Erweiterungen sind nur mit angemeldeten Profilen möglich oder gänzlich Administratoren vorbehalten. Die Datenbank nutzt die Adobe Coldfusion Middleware. Für die Erstellung der Namenssuche der lateinischen Töpfer-Namen oder Signaturen, die eine automatische Vervollständigung anbietet, wurde ein eigener spezieller Font (Samian Font) durch Paul Tyers geschaffen (Unicode TrueType Font mit mehr als 300 speziellen Buchstaben). Eine Vielzahl von Attributen kann dabei in die Suche einbezogen werden, wie zum Beispiel der Typ (römisch oder gallo-germanisch), der Herstellungsform, vorhandenen Registrierungsnummern, Fundort, Ortsnamen, Ausstellungs- oder Aufbewahrungsort und andere. In der Ausgabe werden die verschiedenen Signaturen eines Töpfers oder Fundstruktur und deren Fund- bzw. Nachweise angegeben, wo vorhanden, eine umzeichnete Signatur oder Foto(s) zugeordnet. Eine statistische Auswertung über Fundformen, zeitliche Zuordnung, Verteilung im ehemaligen römischen Gebiet und weitere Auswertungen sind möglich.
Als Beispiel seien die Funde des zugeordneten Töpfers Masculus am Fundort von Vicus und Kastell Gernsheim angegeben, deren zeitliche Verteilung der bisherigen Funde (Stand 2018) von etwa 45 bis 105 u. Z. dem Kastell zuzuordnen, und Funden von etwa 205 bis 260 u. Z., die dem späteren Vicus in Gernsheim zuzuordnen sind.

## Nutzungslizenz
Die Nutzung der Online-Datenbank erfolgt unter Digital Peer Publishing Lizenz (Version 3, Deutsch).

### Zur Software-Architektur
- Florian Thiery, Allard Mees: Digitale Methoden zur Erarbeitung von archäologisch-relativ-chronologischen Zeitintervallen. Zenodo, Graz 2016, abgerufen am 2. November 2018.

### Linked Open Samian Ware
- Florian Thiery, Allard Mees, Dennis Gottwald: Linked Open Samian Ware – Unveiling the hidden Data Dragons and uncovering temporal vagueness with the help of Little Minions. Zenodo, Deventer 2020, abgerufen am 5. Dezember 2020.